# Freden (Leine)
Freden is een gemeente in de Duitse deelstaat Nedersaksen. De gemeente maakte deel uit van de Samtgemeinde Freden (Leine) in het Landkreis Hildesheim. Met ingang van 1 november 2016 werd de samtgemeinde opgeheven en gingen de vier deelnemende gemeenten samen verder als eenheidsgemeente Freden. Freden (Leine) telt 4.673 inwoners.

## Dorpen

Indeling van de gemeente (lichtroze); Everode is rood gemarkeerd.

Naast het hoofddorp Freden bestaat de gemeente uit de dorpen:
- Everode
- Eyershausen
- Landwehr
- Meimerhausen
- Ohlenrode
- Schildhorst
- Wetteborn
- Winzenburg

- Gemeinsame Normdatei: 4204994-5
- MusicBrainz: 0a13db8b-3fcb-4da2-9f1c-e90459c8f471
- Nationale Bibliotheek van Israël: 987009841945805171
- Virtual International Authority File: 243496106

Adenstedt ·
Alfeld (Leine) ·
Algermissen ·
Almstedt ·
Bad Salzdetfurth ·
Banteln ·
Betheln ·
Bockenem ·
Brüggen ·
Coppengrave ·
Despetal ·
Diekholzen ·
Duingen ·
Eberholzen ·
Eime ·
Elze ·
Everode ·
Freden (Leine) ·
Giesen ·
Gronau (Leine) ·
Harbarnsen ·
Harsum ·
Hildesheim ·
Holle ·
Hoyershausen ·
Lamspringe ·
Landwehr ·
Marienhagen ·
Neuhof ·
Nordstemmen ·
Rheden ·
Sarstedt ·
Schellerten ·
Sehlem ·
Sibbesse ·
Söhlde ·
Weenzen ·
Westfeld ·
Winzenburg ·
Woltershausen